# Vera Dedanwala
Vera Dedanwala (* 7. August 1943 in Radevormwald; † 7. August 2023) war eine deutsche Politikerin (SPD) und nordrhein-westfälische Landtagsabgeordnete.

## Leben und Beruf
Nach dem Schulbesuch mit dem Abschluss Abitur studierte sie Geschichte und Mathematik an der Pädagogischen Hochschule Wuppertal. Nach dem Ablegen des ersten und des zweiten Staatsexamens war sie im Schuldienst tätig.
Der SPD gehörte Dedanwala seit 1971 an. Sie war in verschiedenen Gremien der SPD tätig, so z. B. als Vorstandsmitglied und Vorsitzende der Wuppertaler SPD.
Vera Dedanwala starb im August 2023 an ihrem 80. Geburtstag.

## Abgeordnete
Vom 31. Mai 1990 bis zum 2. Juni 2005 war Dedanwala Mitglied des Landtags des Landes Nordrhein-Westfalen. Sie wurde jeweils in den Wahlkreisen 109 036 Wuppertal IV bzw. 037 Wuppertal III direkt gewählt.
Dem Stadtrat der Stadt Wuppertal gehörte sie von 1979 bis 1990 an.